# 本堂栄親
本堂 栄親（ほんどう ひでちか、慶長15年（1610年） - 寛文7年12月21日（1668年2月3日））は、江戸時代初期の旗本。常陸国志筑第2代領主。通称は源七郎。先妻は内藤忠興の女、後妻は伊東長昌の女。子に本堂玄親、娘（堀利直室）。

## 来歴
1610年、旗本・本堂茂親の嫡男として生まれる。1621年に将軍徳川秀忠に、翌1622年には家光に御目見する。1645年11月、家督相続。弟親澄に500石を分知し、高8000石となる。
1649年、江戸城鍛冶橋門番をつとめ、甲府城・駿河城御番、下館城勤番などをつとめた。
1667年、死去。享年58。墓所は、茨城県かすみがうら市の長興寺。法名は義俊。